# Curimata (geslacht)
Curimata is een geslacht van straalvinnige vissen uit de familie van de brede zalmen (Curimatidae).

## Soorten
- Curimata acutirostris Vari & dos Reis, 1995
- Curimata aspera (Günther, 1868)
- Curimata cerasina Vari, 1984
- Curimata cisandina (Allen, 1942)
- Curimata cyprinoides (Linnaeus, 1766)
- Curimata incompta Vari, 1984
- Curimata inornata Vari, 1989
- Curimata knerii (Steindachner, 1876)
- Curimata macrops (Eigenmann & Eigenmann, 1889)
- Curimata mivartii (Steindachner, 1878)
- Curimata ocellata (Eigenmann & Eigenmann, 1889)
- Curimata roseni Vari, 1989
- Curimata vittata (Kner, 1858)